# Вајнхајм
Вајнхајм (њем. Weinheim) град је у њемачкој савезној држави Баден-Виртемберг. Једно је од 54 општинска средишта округа Рајн-Некар. Према процјени из 2010. у граду је живјело 43.651 становника. Посједује регионалну шифру (AGS) 8226096.

## Географски и демографски подаци
Вајнхајм се налази у савезној држави Баден-Виртемберг у округу Рајн-Некар. Град се налази на надморској висини од 135 метара. Површина општине износи 58,1 km². У самом граду је, према процјени из 2010. године, живјело 43.651 становника. Просјечна густина становништва износи 751 становника/km².